# NGC 1750
NGC 1750 is een open sterrenhoop in het sterrenbeeld Stier. Het hemelobject werd op 26 december 1785 ontdekt door de Duits-Britse astronoom William Herschel.